# Ponsacco
Ponsacco är en ort och kommun i provinsen Pisa i regionen Toscana i Italien. Kommunen hade 15 598 invånare (2018).